# 金淑賢
金 淑賢（キム・スクヒョン、김숙현、1972年 - ）は、政治学者。東北大学元准教授。小沢一郎の元国際担当秘書。

## 略歴
韓国ソウル特別市生まれ。大元外国語高等学校（ko:대원외국어고등학교）、韓国外国語大学日本語科・同大学院修了後、1998年に日本に留学し、2000年に20倍の倍率を勝ち抜き自由党の小沢一郎党首の秘書に抜擢された。東京財団東アジア政策分野客員研究員。2007年、論文『中韓国交正常化に関する研究』で東京大学大学院総合文化研究科で博士号取得。その後、秘書を退任し、2008年5月、東北大学大学院法学研究科准教授に就任する。韓国では東北大学教授と報道されたが、准教授であった。
2014年5月、東北大学准教授を任期満了退職。

## 活動
- 小沢一郎の秘書時代は、主に国際情勢業務を担当しており、日本政界に従事するという関係から、駐日韓国大使館とも随時政局などについて情報交換を行っている[9]。金は政権奪取を実現するまで小沢を補佐していくとしており、小沢の日韓関係に対する認識にも大きな影響を与えていることを明らかにしている[9]。
- 第21回参議院議員通常選挙での民主党躍進に関連して、韓国要人との会談に加え選挙期間中は全国を駆け回り選挙支援に乗り出すなど「全天候型秘書」ぶりを発揮、活躍が報じられる[10]。
- 日本国政府による竹島領有権主張については衆議院選挙へ向けて政権の強いリーダーシップを発生させ、支持率低下を防ぐためのものであるなどの分析を聯合ニュースに寄稿している[6]
- 2007年には女性部主催の「世界韓民族女性ネットワーク」に日本代表として出席している[2][11]。
- 在日韓国人の参政権問題については、韓国政府に日本への働きかけを強めるよう度々提言している[12][13][14]。
- 2010年3月には博士論文を基にした『中韓国交正常化と東アジア国際政治の変容』を上梓、北朝鮮と台湾も含め1992年の中韓国交正常化過程を詳述、1990年の韓ソ国交正常化と1992年の韓中国交正常化により北朝鮮は孤立、本格的な核開発に拍車をかけたと論じ注目を浴びる[15][16]。
- 「2010世界韓人次世代大会」に招かれるなど、韓国の次世代を担う海外同胞リーダーの一人とみなされている[12][17]。

## 著作
- 『中韓国交正常化に関する研究』東京大学大学院総合文化研究科、2007年5月24日。甲第22874号。 - 主査：田中明彦教授。
- 『中韓国交正常化と東アジア国際政治の変容』明石書店、2010年3月1日。ISBN 978-4-7503-3165-2。